# Илия Константинов
Илия Константинов е български духовник и революционер, деец на Вътрешната македоно-одринска революционна организация.

## Биография
Илия Константинов е роден в леринското село Айтос, тогава в Османската империя. Ръкоположен е за свещеник. Присъединява се към ВМОРО и става ръководител на айтоския революционен комитет. През Балканската война е доброволец в Македоно-одринското опълчение като свещеник в четата на Пандил Шишков.